# Carte familles nombreuses

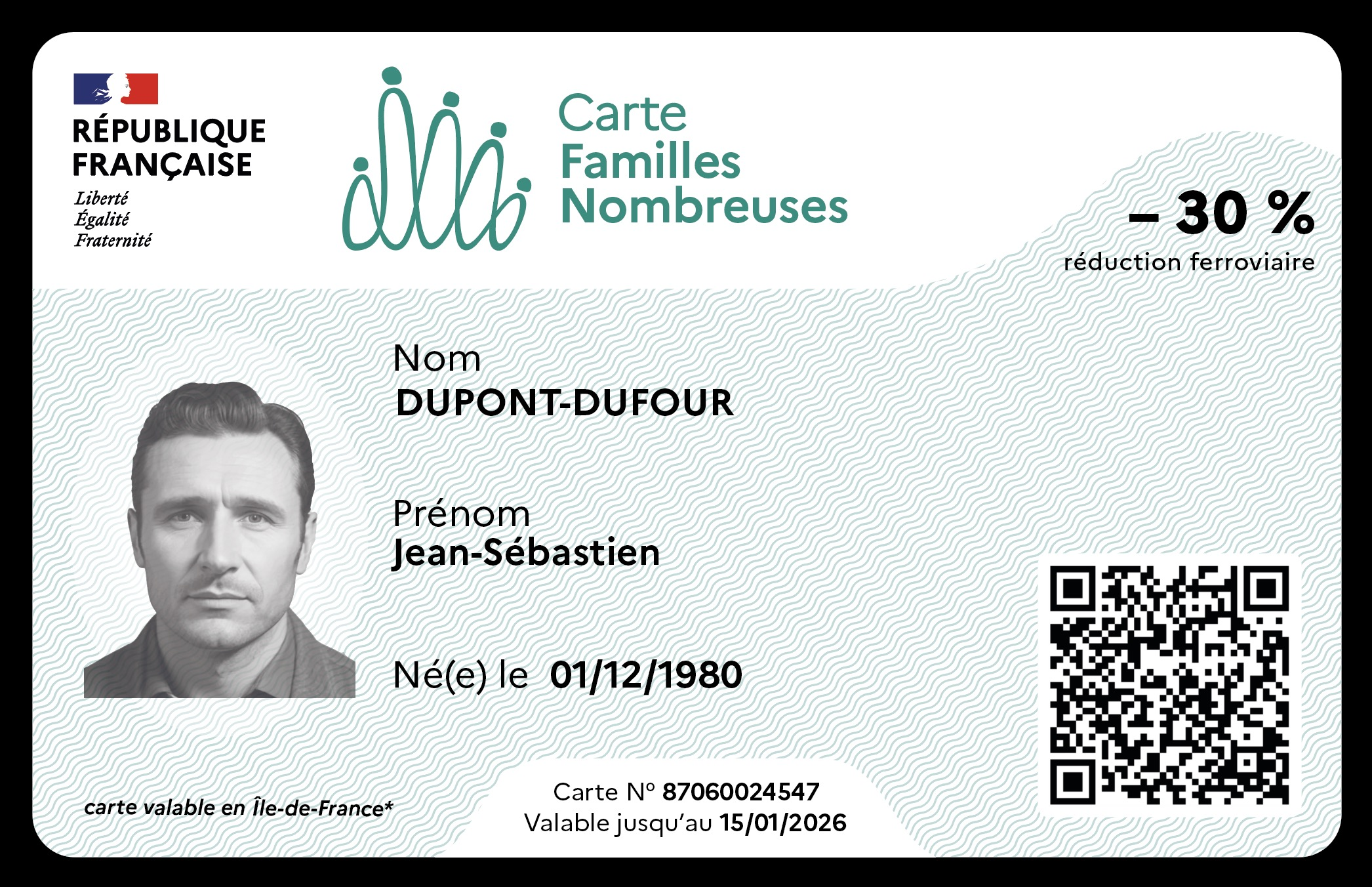
Visuel de la Carte familles nombreuses (2023)

La carte familles nombreuses est une carte délivrée en France par l'État, via la plateforme www.carte-familles-nombreuses.gouv.fr et donnant droit à un certain nombre d'avantages tarifaires pour les familles nombreuses, c'est-à-dire celles ayant au moins trois enfants dont au moins un enfant mineur.

## Histoire

### Création du dispositif
La carte familles nombreuses a été créée en 1921. Elle a d'abord apporté aux familles des avantages tarifaires dans les transports publics, à la SNCF, puis également, dans certains cas, à la RATP. Elle donne également droit depuis les années 1930 à des réductions dans les musées et les thermes d'État.

### Refonte de la carte
En 2006, il a été proposé d'élargir les avantages de la carte à un certain nombre de partenaires privés. 22 enseignes privées acceptaient la carte en 2006, 44 en 2007.
En avril 2008, l'annonce par le gouvernement Fillon d'une refonte de la carte familles nombreuses, afin de permettre une économie chiffrée à 70 millions d'euros, a entraîné les critiques des associations familiales, de l'opposition, mais aussi de membres de la majorité tel le mouvement politique de la ministre Christine Boutin, conduisant à une révision du projet gouvernemental. Libération, quotidien proche de l'opposition, parle d'un « revirement gouvernemental » et d'un « couac ».
Après avoir envisagé dans un premier temps de supprimer le financement de la carte familles nombreuses sur le budget de l'État, le président de la République française Nicolas Sarkozy a finalement décidé, le 11 avril 2008, d'étendre la carte familles nombreuses, jusqu'alors limitée aux familles constituées d'au moins trois enfants, aux familles modestes et aux familles monoparentales. Le financement de la carte serait toujours assuré par l'État, y compris pour les nouveaux ayants droit, mais l'État se financerait, d'après la secrétaire d'État à la Famille, Nadine Morano, auprès de la SNCF sous forme d'un droit de dividende exceptionnel sur les bénéfices éventuellement dégagés.

### Modernisation de la carte
En novembre 2022, le ministère des transports prend en charge la gestion de la carte, jusqu'ici confiée à la SNCF, et annonce le lancement d'une nouvelle carte familles nombreuses présentée comme un avantage visant à « démocratiser les mobilités, à améliorer le pouvoir d’achat des familles et à favoriser l’écotourisme ».  Celle-ci est désormais fabriquée par l'Imprimerie Nationale et accessible via un nouveau portail gouvernemental. Les conditions et avantages restent inchangés.
Dans le cadre de l'ouverture à la concurrence du secteur ferroviaire, la carte familles nombreuses a vocation à être utilisée auprès de l’ensemble des opérateurs ferroviaires opérant sur le réseau ferré national. La loi pour un nouveau pacte ferroviaire du 27 juin 2018 a étendu par son article 25 l’obligation de mise en œuvre des tarifs sociaux à toutes les entreprises ferroviaires.

## Avantages

### Tarif social national «familles nombreuses»
La carte familles nombreuses donne principalement droit au tarif social national ferroviaire « familles nombreuses », défini par décret.
Sur les lignes de la SNCF, la carte familles nombreuses donne droit à une réduction sur le prix de transport de 30 % pour trois enfants, 40 % pour quatre enfants, 50 % pour cinq enfants et 75 % à partir du sixième enfant. Lorsqu'un enfant obtient sa majorité civile, il n'est plus éligible à la carte familles nombreuses, mais ses parents et les autres enfants mineurs de la famille le sont, tant qu'il reste 1 enfant mineur. Elle est valable dans de nombreuses enseignes partenaires (85 en 2024), pour l'habillement, la protection, l'alimentation, etc. La liste est tenue à jour sur le site du gouvernement.
Son coût était de 19 euros (au 1er mai 2009) jusqu'en 2022 pour trois ans de validité, il passe à 18 euros en 2023. Depuis le 2 avril 2024, le prix pour 3 ans est à nouveau repassé à 19 euros. Pour les familles de cinq enfants et plus, la validité est étendue à six ans ; leurs membres bénéficient en outre d'une réduction de 30 % à vie.

### Avantages auprès des partenaires
La carte donne également droit à avantages auprès d'enseignes et commerces partenaires, dont le réseau est animé par l'Union Nationale des Associations Familiales (Unaf) et présenté sur le site www.reductions-carte-familles-nombreuses.fr.

## Connexes
« Premium Passeport », le système de soutien pour les familles nombreuses dans la préfecture d'Ishikawa au Japon, est calqué sur la carte familles nombreuses.